# Township de Peabody (Kansas)
Pour les articles homonymes, voir Township de Peabody.
Le township de Peabody est un township du comté de Marion, au Kansas, aux États-Unis. Au recensement de 2010, la population du township était de 1 382 habitants, dont la majeure partie de la ville de Peabody.  

## Géographie
Le township de Peabody couvre une superficie de 93,2 kilomètres carrés. 

## Villes
Le townships contient la majeure partie de la ville de Peabody (au sud de la 9e rue). Une petite partie nord de Peabody est située dans le township de Catlin. 

## Cimetières
Le township ne possède aucun cimetière. Le cimetière de Prairie Lawn pour la ville est situé dans le township de Catlin. 

## Transport
Deux chemins de fer, BNSF Railway et Union Pacific Railroad, traversent le township. Le BNSF Railway traverse le township du nord-est vers le sud-ouest. La ligne Oklahoma Kansas Texas (OKT)  de l'Union Pacific Railroad traverse le canton du nord vers le sud. 
La U.S. Route 50 longe la limite nord du township et suit à peu près parallèlement la BNSF Railway. 